# Zorzines luculentus
Zorzines luculentus là một loài bướm đêm trong họ Noctuidae.